# Thomas Döbler
Thomas Döbler (* 30. August 1964 in Weißenburg) ist ein deutscher Politiker (SPD).

## Leben
Nach seinem Abitur studierte Döbler Politologie als Magister, seine Nebenfächer waren Psychologie und Pädagogik mit Schwerpunkt Erwachsenenbildung. Er besuchte die beruflichen Fortbildungszentren der Bayerischen Arbeitgeberverbände in Weißenburg und war dort Kursleiter von Berufseingliederungsmaßnahmen. Danach war er beim Evangelischen Bildungswerk der Dekanatsbezirke Pappenheim und Weißenburg Pädagogischer Leiter und Geschäftsführer. Danach war er Mitarbeiter im Büro der Landtagsabgeordneten Christa Naaß und Referent für Kultur und Politik der Stadt Hilpoltstein. An der Akademie für Führungskräfte in Nürnberg machte er eine Fortbildung zum Bildungsmanager und Bildungsberater.
Heute ist Döbler Fachübungsleiter für Gesundheitssport und Ski nordisch im Tourenwesen sowie C-Trainer alpin. Er war von 1987 bis 1991 als Betreuer beim SJR-Ingolstadt tätig, er machte ein Kuratorium der Landvolkshochschule Pappenheim. Er ist Mitglied im Ski-Club Weißenburg und aktiver Prellballspieler beim TSV 1860 Weißenburg.
In den 1980er Jahren engagierte sich Döbler in der Friedensinitiative, ehe er 1986 der SPD beitrat, wo er zunächst Mitarbeiter im Ortsvereinsvorstand Weißenburg war. 1996 kandidierte er bei der Stadtratswahl in Weißenburg, zwei Jahre später für den Landtag. Im Jahr 2002 gelang ihm als Nachrücker für Hildegard Simon der Einzug in den Bayerischen Landtag, sodass er noch bis 2003, also bis zum Ende der Wahlperiode Landtagsabgeordneter war.